# فنادق كورنثيا الدولية

فنادق كورنثيا الدولية (بالإنجليزية: Corinthia Hotels International)‏ هي سلسلة فنادق فاخرة تمتلك مجموعة من الفنادق في مدن رئيسية. تمتلك كورنثيا هوتيلز انترناشيونال وتدير فنادق في جمهورية التشيك، هنغاريا، ليبيا، مالطا، البرتغال، السودان ،روسيا، غامبيا، التوغو، تونس وتركيا. الشركة حاليا مملوكة وتدار من قبل مجموعة شركات كورنثيا.
المؤسس والرئيس الحالي ألفرد بيساني افتتح أول فندق له في مالطا العام 1962، وهو فندق كورنثيا بالاس الذي صار من معالم المجموعة.

## عقارات كورنثيا الدولية
- كورنثيا غراند هوتيل رويال - بودابست، هنغاريا
- كورنثيا تاورز هوتيل - براغ، التشيك
- كورنثيا ليزبوا هوتيل - لشبونة، البرتغال
- كورنثيا باب أفريقيا هوتيل - طرابلس، ليبيا
- كورنثيا بالاس هوتيل - أتارد، مالطا
- كورنثيا نيفيسكيج بالاس هوتيل - سان بطرس برغ، روسيا.
- كورنثيا هوتيل - الخرطوم، السودان .

## وصلات خارجية
- الموقع الرسمي